# Tanurejo
Tanurejo is een bestuurslaag in het regentschap Temanggung van de provincie Midden-Java, Indonesië. Tanurejo telt 737 inwoners (volkstelling 2010).